# 少年の蒼
『少年の蒼 (KAI YOSHIHIRO Best Selection)』（しょうねんのあお かいよしひろ ベスト・セレクション）は、 1995年11月22日にリリースされた甲斐よしひろのベスト・アルバム。

## 概要
キャッチコピーは「タフな感傷と刹那い純情をロックビートに織り込んだアンソロジー。甲斐セレクションによる必聴のベストロックアルバム。」。甲斐よしひろのデビュー20周年を記念したベスト・アルバムで、ソロ楽曲を含め、甲斐バンドとKAI FIVEの楽曲も収録している。
初回のみ、フォト・カードジャケット仕様となっている。

## 収録曲
- 全作詞・作曲：甲斐よしひろ

1. 破れたハートを売り物に（SPECIAL EDIT '95）
2. 裏切りの街角
3. 漂泊者（アウトロー）
4. HERO（ヒーローになる時、それは今）
5. きんぽうげ
6. BLUE LETTER
7. 観覧車'82
8. 風の中の火のように（LIVE）
9. レイン
10. 電光石火BABY
11. THANK YOU
12. 安奈
13. 幻惑されて